# Edward L. G. Bowell
Edward L. G. Bowell, noto anche come Ted Bowell (Londra, 1943 – Flagstaff, 21 agosto 2023), è stato un astronomo statunitense.

## Biografia
Bowell ha studiato all'University College di Londra e all'Università di Parigi.
È stato direttore del Lowell Observatory Near-Earth-Object Search (LONEOS) presso l'Osservatorio Lowell a Flagstaff (Arizona).
È stato membro dell'Unione Astronomica Internazionale .
Bowell ha scoperto o coscoperto 571 asteroidi, sia come membro del LONEOS sia in proprio prima del LONEOS. Tra questi ci sono gli asteroidi troiani 2357 Phereclos, 2759 Idomeneus, 2797 Teucer, 2920 Automedon, 3564 Talthybius, 4057 Demophon, e 4489 Dracius.
Ha anche scoperto, o co-scoperto, numerose comete tra le quali si ricordano la cometa periodica 140P/Bowell-Skiff e la non periodica C/1980 E1 Bowell.
All'asteroide 2246 è stato assegnato il suo nome.
Le colonne sottostanti indicano rispettivamente da sinistra: denominazione dell'asteroide, data di scoperta e eventuale/i coscopritore/i.
| 2246 Bowell          | 14 dicembre 1979  |          |
| 2264 Sabrina         | 16 dicembre 1979  |          |
| 2270 Yazhi           | 14 marzo 1980     |          |
| 2316 Jo-Ann          | 2 settembre 1980  |          |
| 2356 Hirons          | 17 ottobre 1979   |          |
| 2357 Phereclos       | 1º gennaio 1981   |          |
| 2383 Bradley         | 5 aprile 1981     |          |
| 2409 Chapman         | 17 ottobre 1979   |          |
| 2410 Morrison        | 3 gennaio 1981    |          |
| 2411 Zellner         | 3 maggio 1981     |          |
| 2421 Nininger        | 17 ottobre 1979   |          |
| 2432 Soomana         | 30 marzo 1981     |          |
| 2433 Sootiyo         | 5 aprile 1981     |          |
| 2451 Dollfus         | 2 settembre 1980  |          |
| 2452 Lyot            | 30 marzo 1981     |          |
| 2494 Inge            | 4 giugno 1981     |          |
| 2531 Cambridge       | 11 giugno 1980    |          |
| 2542 Calpurnia       | 11 febbraio 1980  |          |
| 2554 Skiff           | 17 luglio 1980    |          |
| 2555 Thomas          | 17 luglio 1980    |          |
| 2569 Madeline        | 18 giugno 1980    |          |
| 2570 Porphyro        | 6 agosto 1980     |          |
| 2587 Gardner         | 17 luglio 1980    |          |
| 2597 Arthur          | 8 agosto 1980     |          |
| 2598 Merlin          | 7 settembre 1980  |          |
| 2600 Lumme           | 9 novembre 1980   |          |
| 2602 Moore           | 24 gennaio 1982   |          |
| 2603 Taylor          | 30 gennaio 1982   |          |
| 2633 Bishop          | 24 novembre 1981  |          |
| 2634 James Bradley   | 21 febbraio 1982  |          |
| 2635 Huggins         | 21 febbraio 1982  |          |
| 2636 Lassell         | 20 febbraio 1982  |          |
| 2648 Owa             | 8 novembre 1980   |          |
| 2649 Oongaq          | 29 novembre 1980  |          |
| 2659 Millis          | 5 maggio 1981     |          |
| 2660 Wasserman       | 21 marzo 1982     |          |
| 2685 Masursky        | 3 maggio 1981     |          |
| 2688 Halley          | 25 aprile 1982    |          |
| 2695 Christabel      | 17 ottobre 1979   |          |
| 2708 Burns           | 24 novembre 1981  |          |
| 2709 Sagan           | 21 marzo 1982     |          |
| 2710 Veverka         | 23 marzo 1982     |          |
| 2730 Barks           | 30 agosto 1981    |          |
| 2736 Ops             | 23 luglio 1979    |          |
| 2759 Idomeneus       | 14 aprile 1980    |          |
| 2761 Eddington       | 1º gennaio 1981   |          |
| 2762 Fowler          | 14 gennaio 1981   |          |
| 2763 Jeans           | 24 luglio 1982    |          |
| 2772 Dugan           | 14 dicembre 1979  |          |
| 2796 Kron            | 13 marzo 1980     |          |
| 2797 Teucer          | 4 giugno 1981     |          |
| 2812 Scaltriti       | 30 marzo 1981     |          |
| 2813 Zappalà         | 24 novembre 1981  |          |
| 2815 Soma            | 15 settembre 1982 |          |
| 2816 Pien            | 22 settembre 1982 |          |
| 2817 Perec           | 17 ottobre 1982   |          |
| 2822 Sacajawea       | 14 marzo 1980     |          |
| 2830 Greenwich       | 14 aprile 1980    |          |
| 2844 Hess            | 3 maggio 1981     |          |
| 2845 Franklinken     | 26 luglio 1981    |          |
| 2863 Ben Mayer       | 30 agosto 1981    |          |
| 2870 Haupt           | 4 giugno 1981     |          |
| 2871 Schober         | 30 agosto 1981    |          |
| 2873 Binzel          | 28 marzo 1982     |          |
| 2874 Jim Young       | 13 ottobre 1982   |          |
| 2875 Lagerkvist      | 11 febbraio 1983  |          |
| 2878 Panacea         | 7 settembre 1980  |          |
| 2882 Tedesco         | 26 luglio 1981    |          |
| 2888 Hodgson         | 13 ottobre 1982   |          |
| 2904 Millman         | 20 dicembre 1981  |          |
| 2905 Plaskett        | 24 gennaio 1982   |          |
| 2917 Sawyer Hogg     | 2 settembre 1980  |          |
| 2920 Automedon       | 3 maggio 1981     |          |
| 2929 Harris          | 24 gennaio 1982   |          |
| 2937 Gibbs           | 14 giugno 1980    |          |
| 2938 Hopi            | 14 giugno 1980    |          |
| 2939 Coconino        | 21 febbraio 1982  |          |
| 2954 Delsemme        | 30 gennaio 1982   |          |
| 2955 Newburn         | 30 gennaio 1982   |          |
| 2956 Yeomans         | 28 aprile 1982    |          |
| 2959 Scholl          | 4 settembre 1983  |          |
| 2984 Chaucer         | 30 dicembre 1981  |          |
| 2985 Shakespeare     | 12 ottobre 1983   |          |
| 3001 Michelangelo    | 24 gennaio 1982   |          |
| 3007 Reaves          | 17 ottobre 1979   |          |
| 3015 Candy           | 9 novembre 1980   |          |
| 3018 Godiva          | 21 maggio 1982    |          |
| 3023 Heard           | 5 maggio 1981     |          |
| 3031 Houston         | 8 febbraio 1984   |          |
| 3032 Evans           | 8 febbraio 1984   |          |
| 3041 Webb            | 15 aprile 1980    |          |
| 3057 Mälaren         | 9 marzo 1981      |          |
| 3061 Cook            | 21 ottobre 1982   |          |
| 3062 Wren            | 14 dicembre 1982  |          |
| 3064 Zimmer          | 28 gennaio 1984   |          |
| 3065 Sarahill        | 8 febbraio 1984   |          |
| 3066 McFadden        | 1º marzo 1984     |          |
| 3077 Henderson       | 22 settembre 1982 |          |
| 3078 Horrocks        | 31 marzo 1984     |          |
| 3086 Kalbaugh        | 4 dicembre 1980   |          |
| 3104 Dürer           | 24 gennaio 1982   |          |
| 3106 Morabito        | 9 marzo 1981      |          |
| 3115 Baily           | 3 agosto 1981     |          |
| 3116 Goodricke       | 11 febbraio 1983  |          |
| 3123 Dunham          | 30 agosto 1981    |          |
| 3125 Hay             | 24 gennaio 1982   |          |
| 3131 Mason-Dixon     | 24 gennaio 1982   |          |
| 3160 Angerhofer      | 14 giugno 1980    |          |
| 3162 Nostalgia       | 16 dicembre 1980  |          |
| 3169 Ostro           | 4 giugno 1981     |          |
| 3172 Hirst           | 24 novembre 1981  |          |
| 3173 McNaught        | 24 novembre 1981  |          |
| 3174 Alcock          | 26 ottobre 1984   |          |
| 3192 A'Hearn         | 30 gennaio 1982   |          |
| 3193 Elliot          | 20 febbraio 1982  |          |
| 3197 Weissman        | 1º gennaio 1981   |          |
| 3208 Lunn            | 3 maggio 1981     |          |
| 3209 Buchwald        | 24 gennaio 1982   |          |
| 3210 Lupishko        | 29 novembre 1983  |          |
| 3216 Harrington      | 4 settembre 1980  |          |
| 3217 Seidelmann      | 2 settembre 1980  |          |
| 3222 Liller          | 10 luglio 1983    |          |
| 3236 Strand          | 24 gennaio 1982   |          |
| 3247 Di Martino      | 30 dicembre 1981  |          |
| 3248 Farinella       | 21 marzo 1982     |          |
| 3253 Gradie          | 28 aprile 1982    |          |
| 3254 Bus             | 17 ottobre 1982   |          |
| 3255 Tholen          | 2 settembre 1980  |          |
| 3267 Glo             | 3 gennaio 1981    |          |
| 3275 Oberndorfer     | 25 aprile 1982    |          |
| 3277 Aaronson        | 8 gennaio 1984    |          |
| 3314 Beals           | 30 marzo 1981     |          |
| 3315 Chant           | 8 febbraio 1984   |          |
| 3316 Herzberg        | 6 febbraio 1984   |          |
| 3327 Campins         | 14 agosto 1985    |          |
| 3341 Hartmann        | 17 luglio 1980    |          |
| 3350 Scobee          | 8 agosto 1980     |          |
| 3351 Smith           | 7 settembre 1980  |          |
| 3353 Jarvis          | 20 dicembre 1981  |          |
| 3354 McNair          | 8 febbraio 1984   |          |
| 3355 Onizuka         | 8 febbraio 1984   |          |
| 3356 Resnik          | 6 marzo 1984      |          |
| 3368 Duncombe        | 22 agosto 1985    |          |
| 3387 Greenberg       | 20 novembre 1981  |          |
| 3402 Wisdom          | 5 agosto 1981     |          |
| 3414 Champollion     | 19 febbraio 1983  |          |
| 3420 Standish        | 1º marzo 1984     |          |
| 3439 Lebofsky        | 4 settembre 1983  |          |
| 3452 Hawke           | 17 luglio 1980    |          |
| 3454 Lieske          | 24 novembre 1981  |          |
| 3455 Kristensen      | 20 agosto 1985    |          |
| 3464 Owensby         | 16 gennaio 1983   |          |
| 3478 Fanale          | 14 dicembre 1979  |          |
| 3480 Abante          | 1º aprile 1981    |          |
| 3485 Barucci         | 11 luglio 1983    |          |
| 3486 Fulchignoni     | 5 febbraio 1984   |          |
| 3488 Brahic          | 8 agosto 1980     |          |
| 3506 French          | 6 febbraio 1984   |          |
| 3507 Vilas           | 21 ottobre 1982   |          |
| 3510 Veeder          | 13 ottobre 1982   |          |
| 3526 Jeffbell        | 5 febbraio 1984   |          |
| 3527 McCord          | 15 aprile 1985    |          |
| 3531 Cruikshank      | 30 marzo 1981     |          |
| 3537 Jürgen          | 15 novembre 1982  |          |
| 3545 Gaffey          | 20 novembre 1981  |          |
| 3549 Hapke           | 30 dicembre 1981  |          |
| 3559 Violaumayer     | 8 agosto 1980     |          |
| 3564 Talthybius      | 15 ottobre 1985   |          |
| 3574 Rudaux          | 13 ottobre 1982   |          |
| 3590 Holst           | 5 febbraio 1984   |          |
| 3594 Scotti          | 11 febbraio 1983  |          |
| 3595 Gallagher       | 15 ottobre 1985   |          |
| 3612 Peale           | 13 ottobre 1982   |          |
| 3615 Safronov        | 29 novembre 1983  |          |
| 3638 Davis           | 20 novembre 1984  |          |
| 3639 Weidenschilling | 15 ottobre 1985   |          |
| 3647 Dermott         | 11 gennaio 1986   |          |
| 3658 Feldman         | 13 ottobre 1982   |          |
| 3663 Tisserand       | 15 aprile 1985    |          |
| 3667 Anne-Marie      | 9 marzo 1981      |          |
| 3670 Northcott       | 22 gennaio 1983   |          |
| 3672 Stevedberg      | 22 agosto 1985    |          |
| 3673 Levy            | 22 agosto 1985    |          |
| 3676 Hahn            | 3 aprile 1984     |          |
| 3677 Magnusson       | 31 agosto 1984    |          |
| 3688 Navajo          | 30 marzo 1981     |          |
| 3690 Larson          | 3 agosto 1981     |          |
| 3692 Rickman         | 25 aprile 1982    |          |
| 3693 Barringer       | 15 settembre 1982 |          |
| 3696 Herald          | 17 luglio 1980    |          |
| 3697 Guyhurst        | 6 marzo 1984      |          |
| 3698 Manning         | 29 ottobre 1984   |          |
| 3699 Milbourn        | 29 ottobre 1984   |          |
| 3713 Pieters         | 22 marzo 1985     |          |
| 3714 Kenrussell      | 12 ottobre 1983   |          |
| 3721 Widorn          | 13 ottobre 1982   |          |
| 3726 Johnadams       | 4 giugno 1981     |          |
| 3736 Rokoske         | 26 settembre 1987 |          |
| 3748 Tatum           | 3 maggio 1981     |          |
| 3749 Balam           | 24 gennaio 1982   |          |
| 3751 Kiang           | 10 luglio 1983    |          |
| 3758 Karttunen       | 28 novembre 1983  |          |
| 3759 Piironen        | 8 gennaio 1984    |          |
| 3760 Poutanen        | 8 gennaio 1984    |          |
| 3766 Junepatterson   | 16 gennaio 1983   |          |
| 3780 Maury           | 14 settembre 1985 |          |
| 3783 Morris          | 7 ottobre 1986    |          |
| 3831 Pettengill      | 7 ottobre 1986    |          |
| 3832 Shapiro         | 30 agosto 1981    |          |
| 3842 Harlansmith     | 21 marzo 1985     |          |
| 3849 Incidentia      | 31 marzo 1984     |          |
| 3850 Peltier         | 7 ottobre 1986    |          |
| 3853 Haas            | 24 novembre 1981  |          |
| 3857 Cellino         | 8 febbraio 1984   |          |
| 3859 Börngen         | 4 marzo 1987      |          |
| 3869 Norton          | 3 maggio 1981     |          |
| 3874 Stuart          | 4 ottobre 1986    |          |
| 3900 Knežević        | 14 settembre 1985 |          |
| 3924 Birch           | 11 febbraio 1977  | C. Kowal |
| 3931 Batten          | 1º marzo 1984     |          |
| 3944 Halliday        | 24 novembre 1981  |          |
| 3947 Swedenborg      | 1º dicembre 1983  |          |
| 3953 Perth           | 6 novembre 1986   |          |
| 3974 Verveer         | 28 marzo 1982     |          |
| 3987 Wujek           | 5 marzo 1986      |          |
| 3991 Basilevsky      | 26 settembre 1987 |          |
| 4021 Dancey          | 30 agosto 1981    |          |
| 4024 Ronan           | 24 novembre 1981  |          |
| 4025 Ridley          | 24 novembre 1981  |          |
| 4026 Beet            | 30 gennaio 1982   |          |

| 4027 Mitton          | 21 febbraio 1982  |            |
| 4040 Purcell         | 21 settembre 1987 |            |
| 4056 Timwarner       | 22 marzo 1985     |            |
| 4057 Demophon        | 15 ottobre 1985   |            |
| 4058 Cecilgreen      | 4 maggio 1986     |            |
| 4079 Britten         | 15 febbraio 1983  |            |
| 4081 Tippett         | 14 settembre 1983 |            |
| 4084 Hollis          | 14 aprile 1985    |            |
| 4087 Pärt            | 5 marzo 1986      |            |
| 4091 Lowe            | 7 ottobre 1986    |            |
| 4110 Keats           | 13 febbraio 1977  |            |
| 4113 Rascana         | 18 gennaio 1982   |            |
| 4119 Miles           | 16 gennaio 1983   |            |
| 4148 McCartney       | 11 luglio 1983    |            |
| 4152 Weber           | 15 maggio 1985    |            |
| 4175 Billbaum        | 15 aprile 1985    |            |
| 4177 Kohman          | 21 settembre 1987 |            |
| 4194 Sweitzer        | 15 settembre 1982 |            |
| 4205 David Hughes    | 18 dicembre 1985  |            |
| 4207 Chernova        | 5 settembre 1986  |            |
| 4208 Kiselev         | 6 settembre 1986  |            |
| 4239 Goodman         | 17 luglio 1980    |            |
| 4247 Grahamsmith     | 28 novembre 1983  |            |
| 4276 Clifford        | 2 dicembre 1981   |            |
| 4278 Harvey          | 22 settembre 1982 |            |
| 4281 Pounds          | 15 ottobre 1985   |            |
| 4325 Guest           | 18 aprile 1982    |            |
| 4326 McNally         | 28 aprile 1982    |            |
| 4333 Sinton          | 4 settembre 1983  |            |
| 4337 Arecibo         | 14 aprile 1985    |            |
| 4338 Velez           | 14 agosto 1985    |            |
| 4370 Dickens         | 22 settembre 1982 |            |
| 4373 Crespo          | 14 agosto 1985    |            |
| 4396 Gressmann       | 3 maggio 1981     |            |
| 4433 Goldstone       | 30 agosto 1981    |            |
| 4438 Sykes           | 29 novembre 1983  |            |
| 4446 Carolyn         | 15 ottobre 1985   |            |
| 4447 Kirov           | 7 novembre 1985   |            |
| 4476 Bernstein       | 19 febbraio 1983  |            |
| 4481 Herbelin        | 14 settembre 1985 |            |
| 4489 Dracius         | 15 gennaio 1988   |            |
| 4522 Britastra       | 22 gennaio 1980   |            |
| 4527 Schoenberg      | 24 luglio 1982    |            |
| 4528 Berg            | 13 agosto 1983    |            |
| 4529 Webern          | 1º marzo 1984     |            |
| 4530 Smoluchowski    | 1º marzo 1984     |            |
| 4532 Copland         | 15 aprile 1985    |            |
| 4551 Cochran         | 28 giugno 1979    |            |
| 4553 Doncampbell     | 15 settembre 1982 |            |
| 4563 Kahnia          | 17 luglio 1980    |            |
| 4570 Runcorn         | 14 agosto 1985    |            |
| 4598 Coradini        | 15 agosto 1985    |            |
| 4664 Hanner          | 14 agosto 1985    |            |
| 4665 Muinonen        | 15 ottobre 1985   |            |
| 4689 Donn            | 30 dicembre 1980  |            |
| 4693 Drummond        | 28 novembre 1983  |            |
| 4694 Festou          | 14 agosto 1985    |            |
| 4696 Arpigny         | 15 ottobre 1985   |            |
| 4700 Carusi          | 6 novembre 1986   |            |
| 4701 Milani          | 6 novembre 1986   |            |
| 4732 Froeschlé       | 3 maggio 1981     |            |
| 4735 Gary            | 9 gennaio 1983    |            |
| 4739 Tomahrens       | 15 ottobre 1985   |            |
| 4763 Ride            | 22 gennaio 1983   |            |
| 4764 Joneberhart     | 11 febbraio 1983  |            |
| 4779 Whitley         | 6 dicembre 1978   | A. Warnock |
| 4788 Simpson         | 4 ottobre 1986    |            |
| 4816 Connelly        | 3 agosto 1981     |            |
| 4818 Elgar           | 1º marzo 1984     |            |
| 4822 Karge           | 4 ottobre 1986    |            |
| 4859 Fraknoi         | 7 ottobre 1986    |            |
| 4860 Gubbio          | 3 marzo 1987      |            |
| 4934 Rhôneranger     | 15 maggio 1985    |            |
| 5001 EMP             | 19 settembre 1987 |            |
| 5048 Moriarty        | 1º aprile 1981    |            |
| 5049 Sherlock        | 2 novembre 1981   |            |
| 5050 Doctorwatson    | 14 settembre 1983 |            |
| 5053 Chladni         | 22 marzo 1985     |            |
| 5054 Keil            | 12 gennaio 1986   |            |
| 5092 Manara          | 21 marzo 1982     |            |
| 5095 Escalante       | 10 luglio 1983    |            |
| 5097 Axford          | 12 ottobre 1983   |            |
| 5100 Pasachoff       | 15 aprile 1985    |            |
| 5105 Westerhout      | 4 ottobre 1986    |            |
| 5110 Belgirate       | 19 settembre 1987 |            |
| 5111 Jacliff         | 29 settembre 1987 |            |
| 5162 Piemonte        | 18 gennaio 1982   |            |
| 5166 Olson           | 22 marzo 1985     |            |
| 5169 Duffell         | 6 settembre 1986  |            |
| 5170 Sissons         | 3 marzo 1987      |            |
| 5200 Pamal           | 11 febbraio 1983  |            |
| 5201 Ferraz-Mello    | 1º dicembre 1983  |            |
| 5225 Loral           | 12 ottobre 1983   |            |
| 5226 Pollack         | 28 novembre 1983  |            |
| 5246 Migliorini      | 26 luglio 1979    |            |
| 5272 Dickinson       | 30 agosto 1981    |            |
| 5274 Degewij         | 14 settembre 1985 |            |
| 5307 Paul-André      | 30 dicembre 1980  |            |
| 5367 Sollenberger    | 13 ottobre 1982   |            |
| 5393 Goldstein       | 5 marzo 1986      |            |
| 5394 Jurgens         | 6 marzo 1986      |            |
| 5424 Covington       | 12 ottobre 1983   |            |
| 5463 Danwelcher      | 15 ottobre 1985   |            |
| 5464 Weller          | 7 novembre 1985   |            |
| 5500 Twilley         | 24 novembre 1981  |            |
| 5502 Brashear        | 1º marzo 1984     |            |
| 5504 Lanzerotti      | 22 marzo 1985     |            |
| 5553 Chodas          | 6 febbraio 1984   |            |
| 5554 Keesey          | 15 ottobre 1985   |            |
| 5555 Wimberly        | 5 novembre 1986   |            |
| 5636 Jacobson        | 22 agosto 1985    |            |
| 5672 Libby           | 6 marzo 1986      |            |
| 5673 McAllister      | 6 settembre 1986  |            |
| 5674 Wolff           | 6 settembre 1986  |            |
| 5677 Aberdonia       | 21 settembre 1987 |            |
| 5715 Kramer          | 22 settembre 1982 |            |
| 5716 Pickard         | 17 ottobre 1982   |            |
| 5723 Hudson          | 6 settembre 1986  |            |
| 5767 Moldun          | 6 settembre 1986  |            |
| 5768 Pittich         | 4 ottobre 1986    |            |
| 5771 Somerville      | 21 settembre 1987 |            |
| 5805 Glasgow         | 18 dicembre 1985  |            |
| 5806 Archieroy       | 11 gennaio 1986   |            |
| 5861 Glynjones       | 15 settembre 1982 |            |
| 5943 Lovi            | 1º marzo 1984     |            |
| 5948 Longo           | 15 maggio 1985    |            |
| 5951 Alicemonet      | 7 ottobre 1986    |            |
| 5952 Davemonet       | 4 marzo 1987      |            |
| 5995 Saint-Aignan    | 20 febbraio 1982  |            |
| 5996 Julioangel      | 11 luglio 1983    |            |
| 6066 Hendricks       | 26 settembre 1987 |            |
| 6116 Still           | 26 ottobre 1984   |            |
| 6122 Henrard         | 21 settembre 1987 |            |
| 6151 Viget           | 19 novembre 1987  |            |
| 6170 Levasseur       | 5 aprile 1981     |            |
| 6182 Katygord        | 21 settembre 1987 |            |
| 6205 Menottigalli    | 17 luglio 1983    |            |
| 6206 Corradolamberti | 15 ottobre 1985   |            |
| 6280 Sicardy         | 2 settembre 1980  |            |
| 6287 Lenham          | 8 gennaio 1984    |            |
| 6291 Renzetti        | 15 ottobre 1985   |            |
| 6363 Doggett         | 6 febbraio 1981   |            |
| 6371 Heinlein        | 15 aprile 1985    |            |
| 6373 Stern           | 5 marzo 1986      |            |
| 6434 Jewitt          | 26 luglio 1981    |            |
| 6472 Rosema          | 15 ottobre 1985   |            |
| 6473 Winkler         | 9 aprile 1986     |            |
| 6474 Choate          | 21 settembre 1987 |            |
| 6512 de Bergh        | 21 settembre 1987 |            |
| 6582 Flagsymphony    | 5 novembre 1981   |            |
| 6584 Ludekpesek      | 31 marzo 1984     |            |
| 6590 Barolo          | 15 ottobre 1985   |            |
| 6628 Dondelia        | 24 novembre 1981  |            |
| 6629 Kurtz           | 17 ottobre 1982   |            |
| 6630 Skepticus       | 15 novembre 1982  |            |
| 6632 Scoon           | 29 ottobre 1984   |            |
| 6698 Malhotra        | 21 settembre 1987 |            |
| 6770 Fugate          | 22 agosto 1985    |            |
| 6952 Niccolò         | 4 maggio 1986     |            |
| 7011 Worley          | 21 settembre 1987 |            |
| 7077 Shermanschultz  | 15 novembre 1982  |            |
| 7116 Mentall         | 2 dicembre 1986   |            |
| 7162 Sidwell         | 15 novembre 1982  |            |
| 7164 Babadzhanov     | 6 marzo 1984      |            |
| 7165 Pendleton       | 14 settembre 1985 |            |
| 7166 Kennedy         | 15 ottobre 1985   |            |
| 7169 Linda           | 4 ottobre 1986    |            |
| 7220 Philnicholson   | 30 agosto 1981    |            |
| 7225 Huntress        | 22 gennaio 1983   |            |
| 7228 MacGillivray    | 15 aprile 1985    |            |
| 7230 Lutz            | 12 settembre 1985 |            |
| 7231 Porco           | 15 ottobre 1985   |            |
| 7270 Punkin          | 7 luglio 1978     |            |
| 7277 Klass           | 4 settembre 1983  |            |
| 7279 Hagfors         | 7 novembre 1985   |            |
| 7327 Crawford        | 6 settembre 1983  |            |
| 7329 Bettadotto      | 14 aprile 1985    |            |
| 7330 Annelemaître    | 15 ottobre 1985   |            |
| 7331 Balindblad      | 15 ottobre 1985   |            |

| 7333 Bec-Borsenberger | 29 settembre 1987 |            |
| 7387 Malbil           | 30 gennaio 1982   |            |
| 7389 Michelcombes     | 17 ottobre 1982   |            |
| 7392 Kowalski         | 6 marzo 1984      |            |
| 7456 Doressoundiram   | 17 luglio 1982    |            |
| 7462 Grenoble         | 20 novembre 1984  |            |
| 7512 Monicalazzarin   | 15 febbraio 1983  |            |
| 7553 Buie             | 30 marzo 1981     |            |
| 7554 Johnspencer      | 5 aprile 1981     |            |
| 7561 Patrickmichel    | 7 ottobre 1986    |            |
| 7631 Vokrouhlický     | 20 novembre 1981  |            |
| 7636 Comba            | 5 febbraio 1984   |            |
| 7638 Gladman          | 26 ottobre 1984   |            |
| 7640 Marzari          | 14 agosto 1985    |            |
| 7728 Giblin           | 12 gennaio 1977   |            |
| 7737 Sirrah           | 5 novembre 1981   |            |
| 7740 Petit            | 6 settembre 1983  |            |
| 7747 Michałowski      | 19 settembre 1987 |            |
| 7789 Kwiatkowski      | 2 dicembre 1994   |            |
| 7812 Billward         | 26 ottobre 1984   |            |
| 7860 Zahnle           | 6 agosto 1980     |            |
| 7866 Sicoli           | 13 ottobre 1982   |            |
| 7868 Barker           | 26 ottobre 1984   |            |
| 7911 Carlpilcher      | 8 settembre 1977  |            |
| 7921 Huebner          | 15 settembre 1982 |            |
| 7923 Chyba            | 28 novembre 1983  |            |
| 7925 Shelus           | 6 settembre 1986  |            |
| 7994 Bethellen        | 15 febbraio 1983  |            |
| 7998 Gonczi           | 15 maggio 1985    |            |
| 7999 Nesvorný         | 11 settembre 1986 |            |
| 8067 Helfenstein      | 7 settembre 1980  |            |
| 8071 Simonelli        | 5 aprile 1981     |            |
| 8073 Johnharmon       | 24 gennaio 1982   |            |
| 8074 Slade            | 20 novembre 1984  |            |
| 8075 Roero            | 14 agosto 1985    |            |
| 8077 Hoyle            | 12 gennaio 1986   |            |
| 8078 Carolejordan     | 6 settembre 1986  |            |
| 8079 Bernardlovell    | 4 dicembre 1986   |            |
| 8086 Peterthomas      | 1º settembre 1989 |            |
| 8146 Jimbell          | 28 novembre 1983  |            |
| 8250 Cornell          | 2 settembre 1980  |            |
| 8257 Andycheng        | 28 aprile 1982    |            |
| 8262 Carcich          | 14 settembre 1985 |            |
| 8323 Krimigis         | 17 ottobre 1979   |            |
| 8340 Mumma            | 15 ottobre 1985   |            |
| 8474 Rettig           | 15 aprile 1985    |            |
| 8634 Neubauer         | 5 aprile 1981     |            |
| 8640 Ritaschulz       | 6 novembre 1986   |            |
| 8809 Roversimonaco    | 24 novembre 1981  |            |
| 8813 Leviathan        | 29 novembre 1983  |            |
| 8814 Rosseven         | 1º dicembre 1983  |            |
| 8875 Fernie           | 22 ottobre 1992   |            |
| 9000 Hal              | 3 maggio 1981     |            |
| 9001 Slettebak        | 30 agosto 1981    |            |
| 9012 Benner           | 26 ottobre 1984   |            |
| 9013 Sansaturio       | 14 agosto 1985    |            |
| 9159 McDonnell        | 26 ottobre 1984   |            |
| 9164 Colbert          | 19 settembre 1987 |            |
| 9295 Donaldyoung      | 2 settembre 1983  |            |
| 9298 Geake            | 15 maggio 1985    |            |
| 9300 Johannes         | 14 agosto 1985    |            |
| 9305 Hazard           | 7 ottobre 1986    |            |
| 9308 Randyrose        | 21 settembre 1987 |            |
| 9531 Jean-Luc         | 30 agosto 1981    |            |
| 9537 Nolan            | 18 gennaio 1982   |            |
| 9541 Magri            | 11 febbraio 1983  |            |
| 9542 Eryan            | 12 ottobre 1983   |            |
| 9544 Scottbirney      | 1º marzo 1984     |            |
| 9550 Victorblanco     | 15 ottobre 1985   |            |
| 9560 Anguita          | 3 marzo 1987      |            |
| 9563 Kitty            | 21 settembre 1987 |            |
| 9721 Doty             | 14 aprile 1980    |            |
| 9836 Aarseth          | 15 ottobre 1985   |            |
| 9930 Billburrows      | 5 febbraio 1984   |            |
| 9934 Caccioppoli      | 20 ottobre 1985   |            |
| 10027 Perozzi         | 30 marzo 1981     |            |
| 10029 Hiramperkins    | 30 agosto 1981    |            |
| 10030 Philkeenan      | 30 agosto 1981    |            |
| 10034 Birlan          | 30 dicembre 1981  |            |
| 10036 McGaha          | 24 luglio 1982    |            |
| 10042 Budstewart      | 14 agosto 1985    |            |
| 10043 Janegann        | 14 agosto 1985    |            |
| 10288 Saville         | 28 novembre 1983  |            |
| 10461 Dawilliams      | 6 dicembre 1978   | A. Warnock |
| 10478 Alsabti         | 24 novembre 1981  |            |
| 10482 Dangrieser      | 14 settembre 1983 |            |
| 10483 Tomburns        | 4 settembre 1983  |            |
| 10484 Hecht           | 28 novembre 1983  |            |
| 10489 Keinonen        | 15 ottobre 1985   |            |
| 10498 Bobgent         | 11 settembre 1986 |            |
| 10685 Kharkivuniver   | 9 novembre 1980   |            |
| 10702 Arizorcas       | 30 agosto 1981    |            |
| 10709 Ottofranz       | 24 gennaio 1982   |            |
| 10716 Olivermorton    | 29 novembre 1983  |            |
| 10717 Dickwalker      | 1º dicembre 1983  |            |
| 10719 Andamar         | 15 ottobre 1985   |            |
| 10724 Carolraymond    | 5 novembre 1986   |            |
| 10730 White           | 19 settembre 1987 |            |
| 11017 Billputnam      | 16 gennaio 1983   |            |
| 11021 Foderà          | 12 gennaio 1986   |            |
| 11022 Serio           | 5 marzo 1986      |            |
| 11261 Krisbecker      | 6 dicembre 1978   | A. Warnock |
| 11263 Pesonen         | 23 luglio 1979    |            |
| 11443 Youdale         | 11 febbraio 1977  |            |
| 11473 Barbaresco      | 22 settembre 1982 |            |
| 11481 Znannya         | 22 novembre 1987  |            |
| 12218 Fleischer       | 15 settembre 1982 |            |
| 12225 Yanfernández    | 14 agosto 1985    |            |
| 12226 Caseylisse      | 15 ottobre 1985   |            |
| 12234 Shkuratov       | 6 settembre 1986  |            |
| (12666) 1978 XW       | 6 dicembre 1978   | A. Warnock |
| 12999 Toruń           | 30 agosto 1981    |            |
| 13003 Dickbeasley     | 21 marzo 1982     |            |
| 13004 Aldaz           | 15 settembre 1982 |            |
| (13490) 1984 BZ6      | 26 gennaio 1984   |            |
| 13493 Lockwood        | 14 agosto 1985    |            |
| 13494 Treiso          | 14 settembre 1985 |            |
| 13497 Ronstone        | 5 marzo 1986      |            |
| 13917 Correggia       | 6 marzo 1984      |            |
| 13920 Montecorvino    | 15 agosto 1985    |            |
| 13921 Sgarbini        | 14 settembre 1985 |            |
| 13926 Berners-Lee     | 2 dicembre 1986   |            |
| 13927 Grundy          | 26 settembre 1987 |            |
| 13928 Aaronrogers     | 26 ottobre 1987   |            |
| 14328 Granvik         | 8 novembre 1980   |            |
| 14345 Gritsevich      | 14 agosto 1985    |            |
| 14351 Tomaskohout     | 6 settembre 1986  |            |
| 14825 Fieber-Beyer    | 14 settembre 1985 |            |
| 14833 Vilenius        | 21 settembre 1987 |            |
| 15017 Cuppy           | 22 settembre 1998 |            |
| 15224 Penttilä        | 15 maggio 1985    |            |
| 15699 Lyytinen        | 6 novembre 1986   |            |
| 15703 Yrjölä          | 21 settembre 1987 |            |
| 16399 Grokhovsky      | 14 settembre 1983 |            |
| 16402 Olgapopova      | 26 ottobre 1984   |            |
| 16406 Oszkiewicz      | 14 agosto 1985    |            |
| 17402 Valeryshuvalov  | 20 ottobre 1985   |            |
| 18335 San Cassiano    | 19 settembre 1987 |            |
| (19091) 1978 XX       | 6 dicembre 1978   | A. Warnock |
| 19122 Amandabosh      | 7 novembre 1985   |            |
| 19123 Stephenlevine   | 7 ottobre 1986    |            |
| 20994 Atreya          | 15 ottobre 1985   |            |
| 22275 Barentsen       | 18 gennaio 1982   |            |
| 22281 Popescu         | 14 agosto 1985    |            |
| 23443 Kikwaya         | 4 ottobre 1986    |            |
| (24618) 1978 XD1      | 6 dicembre 1978   | A. Warnock |
| 24645 Šegon           | 14 agosto 1985    |            |
| 24646 Stober          | 14 agosto 1985    |            |
| 26080 Pablomarques    | 14 marzo 1980     |            |
| 26811 Hiesinger       | 22 agosto 1985    |            |
| (32769) 1984 AJ1      | 8 gennaio 1984    |            |
| (35054) 1983 WK       | 28 novembre 1983  |            |
| (39510) 1982 DU       | 21 febbraio 1982  |            |
| (39512) 1985 TA1      | 15 ottobre 1985   |            |
| (42480) 1985 RJ       | 14 settembre 1985 |            |
| (58144) 1983 WU       | 29 novembre 1983  |            |
| (58148) 1987 SH4      | 29 settembre 1987 |            |
| (65659) 1983 XE       | 1º dicembre 1983  |            |
| (69239) 1978 XT       | 6 dicembre 1978   | A. Warnock |
| 69260 Tonyjudt        | 13 ottobre 1982   |            |
| (73671) 1984 BH6      | 26 gennaio 1984   |            |
| 90698 Kościuszko      | 1º marzo 1984     |            |
| 96178 Rochambeau      | 29 settembre 1987 |            |